# Lijst van voetbalinterlands Bahrein - India (vrouwen)
Deze lijst van voetbalinterlands is een overzicht van alle officiële voetbalinterlands tussen de nationale vrouwenteams van Bahrein en India. De landen hebben tot nu toe zes keer tegen elkaar gespeeld.

## Wedstrijden
| № | Plaats        | Datum             | Competitie        | Wedstrijd       | Uitslag |
| - | ------------- | ----------------- | ----------------- | --------------- | ------- |
| 1 | Manama        | 17 september 2011 | Vriendschappelijk | Bahrein − India | 1 − 2   |
| 2 | Manama        | 20 september 2011 | Vriendschappelijk | Bahrein − India | 2 − 0   |
| 3 | Manama        | 23 september 2011 | Vriendschappelijk | Bahrein − India | 1 − 3   |
| 4 | Manama        | 14 mei 2013       | Vriendschappelijk | Bahrein − India | 1 − 2   |
| 5 | Manama        | 16 mei 2013       | Vriendschappelijk | Bahrein − India | 0 − 2   |
| 6 | Madinat Hamad | 10 oktober 2021   | Vriendschappelijk | Bahrein − India | 0 − 5   |

## Samenvatting
| Competitie        | Totaal gespeeld | Winst Bahrein | Gelijk | Winst India | Doelsaldo Bahrein – India |
| ----------------- | --------------- | ------------- | ------ | ----------- | ------------------------- |
| Vriendschappelijk | 6               | 1             | 0      | 5           | 5 − 14                    |
| Totaal            | 6               | 1             | 0      | 5           | 5 − 14                    |